# 地獄のコマンド
『地獄のコマンド』（原題：Invasion U.S.A.）は、1985年制作のアメリカ合衆国のアクション映画。
『地獄のヒーロー』のチャック・ノリス主演（兼脚本）、メナヘム・ゴーラン、ヨーラム・グローバス製作、ジョセフ・ジトー監督。
アメリカ全土にテロの嵐を巻き起こし、その混乱に乗じてアメリカに侵攻・占領を企てる共産圏の陰謀に1人で立ち向かう元CIAエージェントの活躍を描く。

## あらすじ
美しいカリブ海を進む一隻の船。その船はアメリカ本土を目指す難民たちを乗せていた。その船に一隻の警備隊が近づき、乗っていた沿岸警備隊員は難民たちに「アメリカへようこそ！」と呼びかける。喜びも束の間、直後に警備隊員たちは難民たちを皆殺しにする。彼らの目的は船の船底に積まれた麻薬であり、沿岸警備隊員を殺害して成りすました共産圏のテロリストたちだった。
そのテロリストたちのリーダーであるミハイル・ロストフ（リチャード・リンチ）は、かつてアメリカ諜報部(CIA)の一員だったマット・ハンター（チャック・ノリス）を怖れていた。かつて彼に何度も計画を阻止されて来たロストフは、アメリカ全土でテロを行なってアメリカを地獄に変える『USA侵略計画』の脅威になるハンターを抹殺することを決意する。
一方、引退したハンターはフロリダ州の美しい沼沢地にある別荘で、友人のジョン（デール・バーティ）と共に穏やかな日々を過ごしていた。そこへロストフが部下を引き連れてハンターを抹殺すべくやって来るが、偶然訪れたジョンがロストフに気づいてハンターに警告したため難を逃れる。しかしジョンはロストフや部下たちに射殺され、別荘も爆破されてしまう。ハンターはジョンの仇を討つためにもロストフと対決することを決意する。
とある海岸ではカップルが何者かに射殺され、現場にはアメリカ製の古い揚陸艇が多数乗り捨てられていた。その揚陸艇とトラックやライトバン数十台で移動したロストフたちテロリストはクリスマスイブで賑わう住宅街で、周囲の民家にロケットランチャーを片っ端から撃ち込んで住民多数を虐殺、パーティをしていた移民の若者たち数名をマイアミ警察の警官に成りすまして射殺するなどのゲリラテロを行なうことで、警察や市民同士の不信感を煽るなど着々と計画を進行していた。最初に警備艇が強奪された事件の発見者で、移民の若者たちの射殺現場にたまたま居合わせた女性ジャーナリストのマクガイア（メリッサ・プロフェット）はこれらの事件に強い関心を持つ。一方、全米各地で相次ぐテロに手を焼いたハンターのかつての上司のトーマス（アレックス・コロン）はハンターに接触、捜査への協力を要請する。
ロストフたちテロリストは次のターゲットにクリスマス商戦で賑わうショッピングモールを選び、プレゼントに見せかけた爆弾をおもちゃ売り場に置いて立ち去ろうとするが、忘れ物と誤認した爆弾を持った男性客と通りかかった警備員に実行犯が追いかけられて計画が狂い、ひとまず銃を乱射していたところに合流が遅れた部下を締め上げて次の犯行場所を聞き出したハンターがピックアップトラック（3代目シボレー・C/K）で店内に突入。テロリストたちを次々と始末し、慌てた実行犯たちはたまたま店内に展示されていた日産のトラック（8代目日産・ダットサントラック）で店内を暴走して逃走を図り、はずみでぶつかった駐車場の車の持ち主の女性を人質に逃走するが、たまたま居合わせたマクガイアの初代フォード・マスタングカブリオレで追いかけたハンターはカーチェイスの末人質を救出、逃走していたテロリスト二人も始末する。ハンターの生存を知ったロストフは激昂してハンターを自ら始末すると息巻くが、リーダーの不在で計画が台無しになることを懸念したリーダー格のニッコー（アレクサンダー・ゼイル）の説得で思い留まる。
一方でテロは着々と進行し、警官や保安要員が家族を守るために職場放棄、その上消防署も爆弾テロで機能停止に陥り、アメリカ全土が大混乱。政府はやむを得ずアメリカ軍の治安出動を要請、町中に戦車や軍用車が溢れ、アメリカは不穏な空気に包まれる。テロリストたちはその軍人たちに紛れ込んでテロを続行。テロやそれに伴う混乱で物流が麻痺したため生鮮食品が入荷出来なくなり、多くの人々が缶詰などの非常食を求めて詰めかけたスーパーマーケットの前で銃を乱射しようと企む。そのテロに偶然取材のため居合わせたマクガイアは再び現れたハンターに救われ、ニッコーはハンターに射殺される。
避難民の子供達を乗せたスクールバスを爆破するテロを未然に阻止したハンターだったが、遊園地で爆弾テロが発生して子供たちが亡くなる。いくらテロを防いでも別の所で何倍ものテロをされては意味がないと気づいたハンターは、再び会ったトーマスにある作戦を実行するよう要求する。その後、テレビを見ていたロストフはハンターが逮捕されたというニュースを知る。記者からコメントを求められたハンターは「ニッコーは簡単だった…次はお前だ、死んでもらう」とロストフを挑発し、激昂した彼は全勢力でハンターが留置されている臨時の軍司令部を襲撃することを決める。

## キャスト
| 役名               | 俳優                           | 日本語吹替                                                 |
| 役名               | 俳優                           | フジテレビ版 （追加録音部分）                              |
| ------------------ | ------------------------------ | ---------------------------------------------------------- |
| マット・ハンター   | チャック・ノリス               | 森川公也 （佐々木薫）                                      |
| ミハイル・ロストフ | リチャード・リンチ             | 中田浩二 （内田直哉）                                      |
| マクガイア         | メリッサ・プロフェット         | 吉田理保子                                                 |
| トーマス           | アレックス・コロン             | 千田光男                                                   |
| キャシディ         | エディ・ジョーンズ             | 宮川洋一                                                   |
| ニッコー           | アレクサンダー・ゼイル         | 中庸助 （西森千豊）                                        |
| ハーパー           | ジェームズ・オサリヴァン       | 小島敏彦                                                   |
| ジョンストン       | ジョン・デヴリーズ             | 有本欽隆                                                   |
| アダムス           | マーティン・シェイカー         | 嶋俊介                                                     |
| ジョン             | デール・バーティ               | 伊井篤史 （松嶋潤）                                        |
| フリン             | スティーブン・マークル         | 池田勝                                                     |
| ビクター           | マリオ・エルネスト・サンチェス | 島香裕                                                     |
| グリーン           | バーニー・マキナニー           | 安田隆                                                     |
| ミッキー           | ビリー・ドラゴ                 | 大滝進矢                                                   |
| その他             | N/A                            | 荒川太郎 速見圭 小室正幸 羽村京子 西村知道 鳳芳野 片岡富枝 |
| 日本語版スタッフ   |                                |                                                            |
| 演出               | 演出                           | 蕨南勝之 （春日一伸）                                      |
| 翻訳               | 翻訳                           | 宇津木道子 （村治佳子）                                    |
| 調整               | 調整                           | 遠西勝三                                                   |
| 効果               | 効果                           | 南部満治 大橋勝次                                          |
| 選曲               | 選曲                           | 河合直                                                     |
| スタジオ           | スタジオ                       | ニュージャパン・スタジオ                                   |
| プロデューサー     | プロデューサー                 | 別所孝治 山形淳二                                          |
| 配給               | 配給                           | 日本ヘラルド映画                                           |
| 制作               | 制作                           | ザック・プロモーション （プロセンスタジオ）                |
| 初回放送           | 初回放送                       | 1988年7月23日 『ゴールデン洋画劇場』 正味約93分            |

- 日本語吹替版は2015年9月2日に発売された20世紀フォックス・ホーム・エンターテイメント・ジャパン『吹替の名盤』シリーズ HDリマスター版に収録
- 2024年5月10日発売にTCエンタテインメントから発売のBD『地獄のコマンド　日本語吹替完声版　Blu-ray』には、初回放送時にカットされたシーンを代役キャストによる追加録音を行って収録[5]。